# Aer Arann Islands
Aer Arann Islands es una aerolínea irlandesa con sede en Inverin, condado de Galway. Operan una flota de tres aviones Britten-Norman BN-2 Islander que conectan las Islas Aran con el condado de Galway. 

## Historia
Aer Arann Islands fue establecida como Aer Arann en 1970 por James Coen, Ralph Langan y Colie Hernon para proporcionar un servicio aéreo entre Galway y las Islas Aran, frente a la costa oeste de Irlanda. Las operaciones, utilizando un solo Britten-Norman Islander, comenzaron en agosto de 1970.
Aer Arann realizó una serie de ampliaciones de rutas, incluido el servicio de verano a lo largo de las costas sur y oeste del país con un hidroavión Short S.25 Sandringham desde Killaloe a finales de la década de los setenta, y una ruta entre Shannon y Dublín, y al Reino Unido con Avair, en la década de 1980.
En 1994, Aer Arann fue adquirida por Pádraig Ó Céidigh y Eugene O'Kelly, quienes la expandieron hasta convertirla en una aerolínea regional. Cuando Stobart Group adquirió la aerolínea regional en la década de 2010 y se convirtió en Stobart Air, el servicio a las Islas Aran se escindió a Aer Arann Islands, y siguió siendo propiedad de Ó Céidigh hasta 2020.
Después de que Aer Arann Islands no lograra ganar una licitación para un contrato de cuatro años, el servicio de vuelo de la isla fue amenazado con cerrar el 30 de septiembre de 2015. Este iba a ser reemplazado por un servicio de helicóptero desde el aeropuerto de Galway. Las protestas por el cambio de aeropuerto y la pérdida de empleos llevaron a que se revocara esta decisión, por lo que Aer Arann Islands continuó volando a las islas.
Este servicio tiene ahora su base en el aeropuerto de Connemara y opera entre diez vuelos diarios a las tres islas de Aran con un tiempo medio de vuelo de ocho minutos. A partir de 2021, Aer Arann Islands prefiere el avión pequeño Britten-Norman Islander para prestar este servicio.
A partir de enero de 2020, la aerolínea tiene una nueva propietaria con planes para desarrollar y mantener los niveles de servicio tanto para las comunidades isleñas como para los visitantes. En 2022, la aerolínea firmó un contrato de cuatro años para proporcionar obligación de servicio público (PSO) durante todo el año desde el aeropuerto de Connemara a las tres islas de Aran.

## Destinos
| Destinos  | Aeropuertos                   |
| --------- | ----------------------------- |
| Inisheer  | Aeródromo de Inisheer         |
| Inishmaan | Aeródromo de Inishmaan        |
| Inishmore | Aeródromo de Inishmore        |
| Inverin   | Aeropuerto de Connemara (HUB) |

## Flota
Aer Arann Islands opera en la actualidad una flota de tres Britten Norman BN-2 Islander:
| Aeronaves                    | En servicio | Pedidos | Pasajeros | Matrículas | Antigüedad |
| ---------------------------- | ----------- | ------- | --------- | ---------- | ---------- |
| Britten Norman BN-2 Islander | 3           | —       | 9         | EI-AYN     | 50 años    |
| Britten Norman BN-2 Islander | 3           | —       | 9         | EI-BCE     | 48 años    |
| Britten Norman BN-2 Islander | 3           | —       | 9         | EI-CUW     | 26 años    |